# Santa Perpètua de Mogoda
Santa Perpètua de Mogoda (em catalão e oficialmente) ou Santa Perpetua de Moguda (em castelhano) é um município da Espanha, na comarca do Vallès Occidental, província de Barcelona, comunidade autónoma da Catalunha. Tem 15,7 km² de área e em 2021 tinha 26 033 habitantes (densidade: 1 658,2 hab./km²).